# Riyadh Sharahili
Riyadh Mohammed Mohammed Husami Sharahili (en árabe: رياض محمد محمد حسامي شراحيلي‎; Riad, 28 de abril de 1993) es un futbolista saudí. Juega de centrocampista y su equipo es el NEOM SC de la Liga Profesional Saudí. Es internacional absoluto por la selección de Arabia Saudita desde 2022.

## Trayectoria
Sharahili comenzó su carrera en las inferiores del Al-Nassr.
Fue liberado del club en 2015, y el 5 de julio de ese año fichó por el Al-Fateh por tres años.
En septiembre de 2020 firmó contrato con el Abha Club.

## Selección nacional
Debutó con la selección de Arabia Saudita el 23 de septiembre de 2022 en el empate sin goles contra Ecuador en un encuentro amistoso.
Fue convocado a la Copa Mundial de Fútbol de 2022.

### Participaciones en Copas del Mundo
| Copa                           | Sede  | Resultado      |
| ------------------------------ | ----- | -------------- |
| Copa Mundial de Fútbol de 2022 | Catar | Fase de grupos |

## Clubes
| Club       | País           | Año           |
| ---------- | -------------- | ------------- |
| Al-Fateh   | Arabia Saudita | 2015-2018     |
| Al-Tai     | Arabia Saudita | 2018-2019     |
| Al-Faisaly | Arabia Saudita | 2019          |
| Al-Adalah  | Arabia Saudita | 2019-2020     |
| Abha Club  | Arabia Saudita | 2020-2022     |
| Al-Shabab  | Arabia Saudita | 2023-2024     |
| NEOM SC    | Arabia Saudita | 2024-presente |